# Saint-Aubin-Montenoy
Saint-Aubin-Montenoy és un municipi francès situat al departament del Somme i a la regió dels Alts de França. L'any 2007 tenia 205 habitants.

## Demografia

### Població

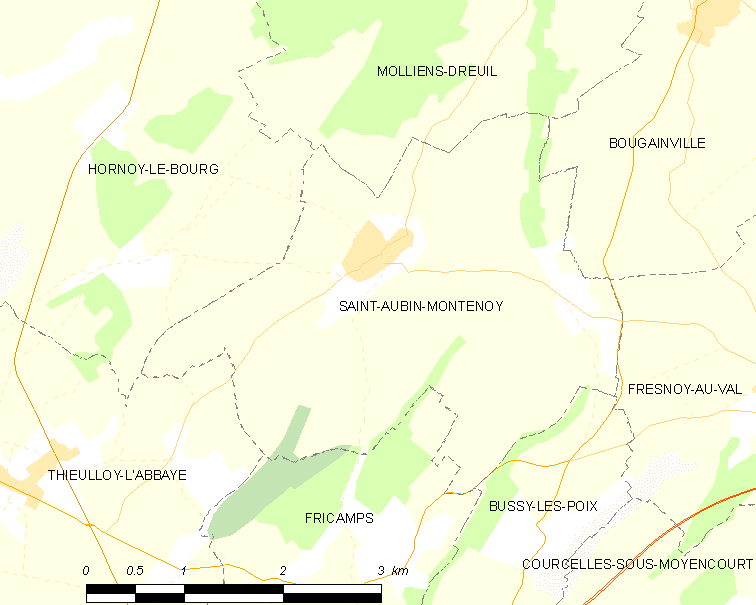
municipi

El 2007 la població de fet de Saint-Aubin-Montenoy era de 205 persones. Hi havia 85 famílies de les quals 22 eren unipersonals (11 homes vivint sols i 11 dones vivint soles), 37 parelles sense fills i 26 parelles amb fills.
La població ha evolucionat segons el següent gràfic:
Habitants censats

### Habitatges

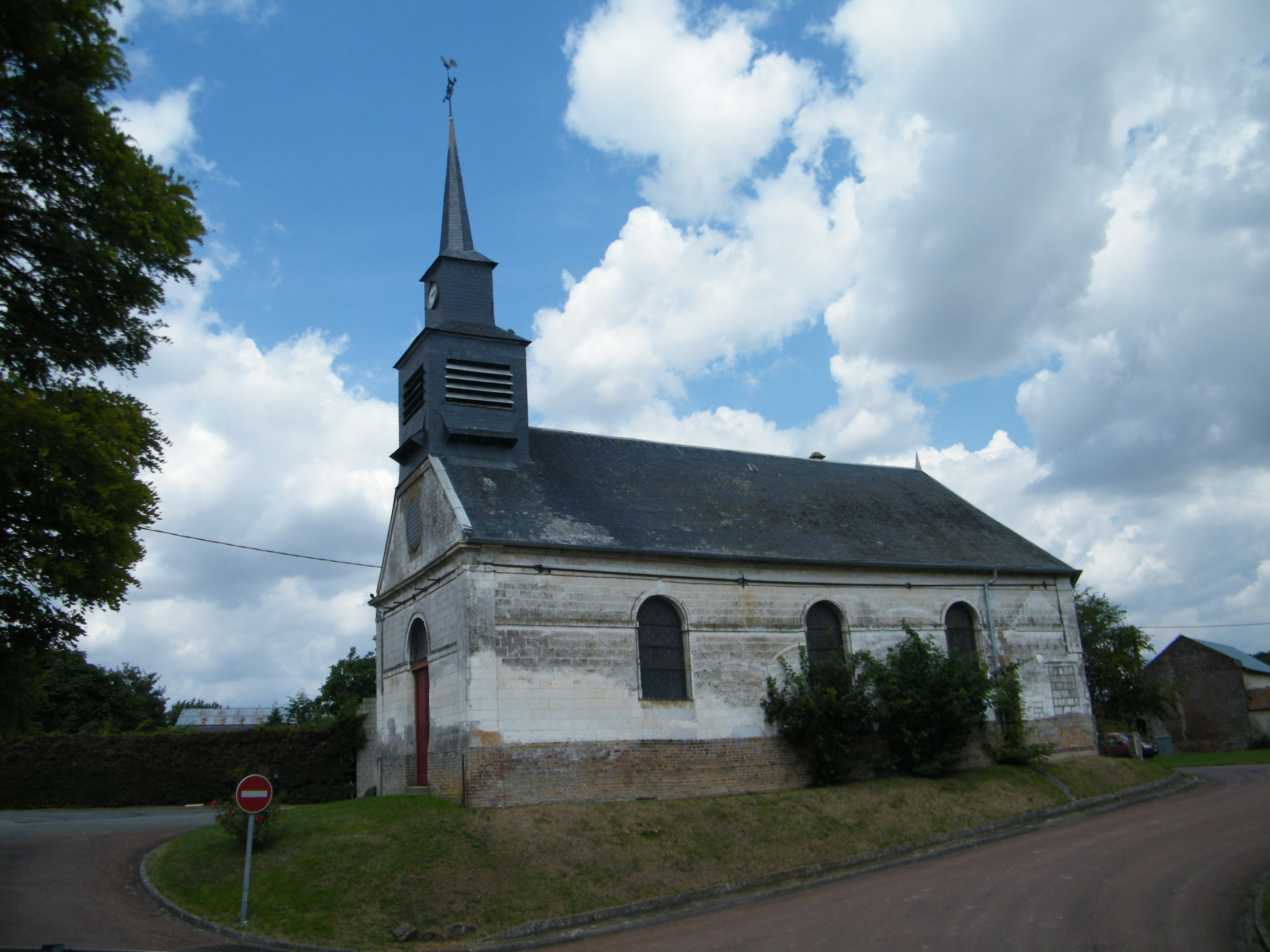

El 2007 hi havia 110 habitatges, 89 eren l'habitatge principal de la família, 11 eren segones residències i 9 estaven desocupats. Tots els 104 habitatges eren cases. Dels 89 habitatges principals, 80 estaven ocupats pels seus propietaris, 5 estaven llogats i ocupats pels llogaters i 5 estaven cedits a títol gratuït; 4 tenien dues cambres, 14 en tenien tres, 27 en tenien quatre i 45 en tenien cinc o més. 76 habitatges disposaven pel capbaix d'una plaça de pàrquing. A 40 habitatges hi havia un automòbil i a 41 n'hi havia dos o més.

### Piràmide de població

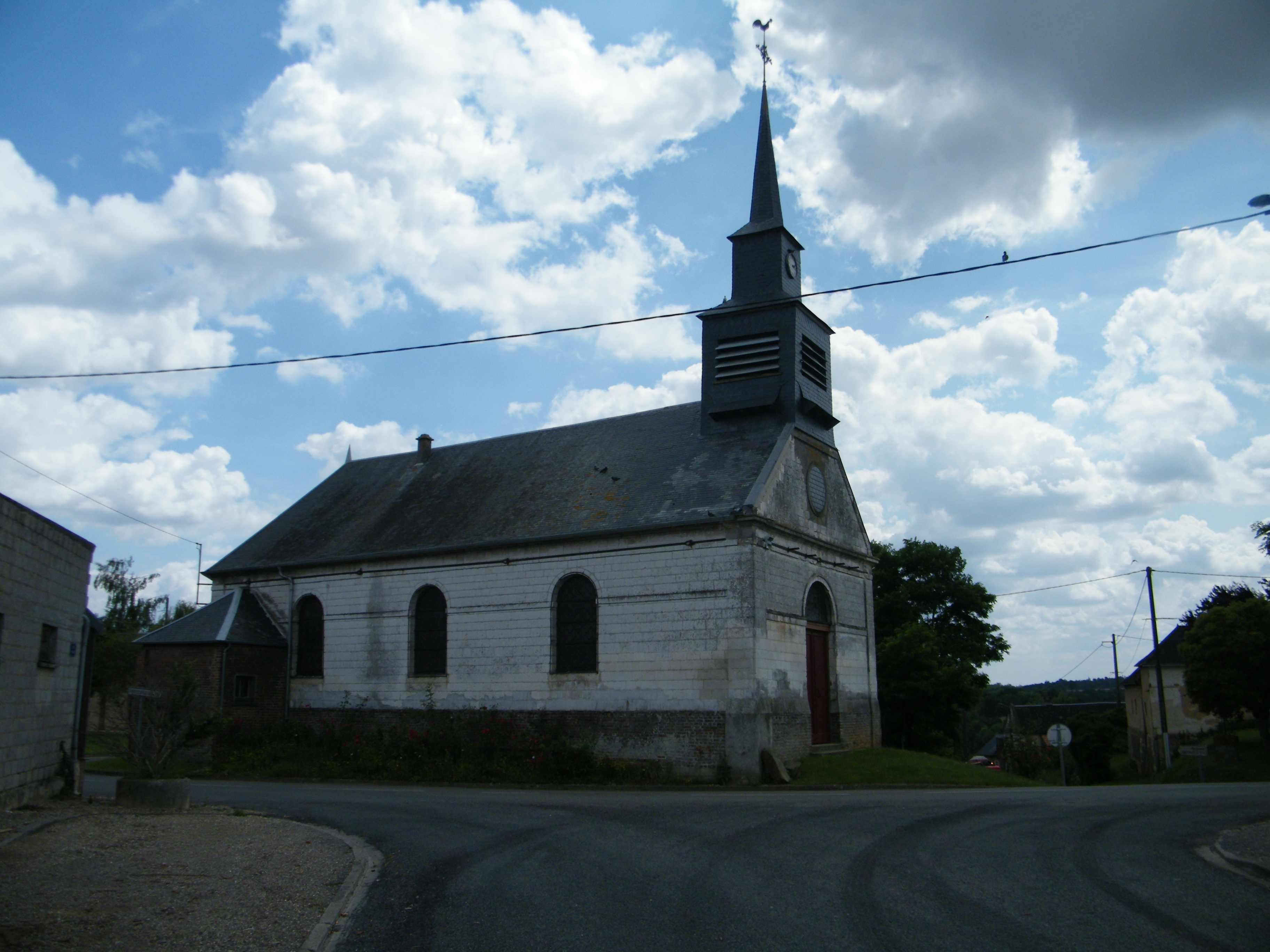

La piràmide de població per edats i sexe el 2009 era:
| Homes | Edats   | Dones |
| ----- | ------- | ----- |
| 0     | 95 o +  | 0     |
| 0     | 90 a 94 | 0     |
| 0     | 85 a 89 | 4     |
| 0     | 80 a 84 | 0     |
| 0     | 75 a 79 | 0     |
| 8     | 70 a 74 | 4     |
| 12    | 65 a 69 | 4     |
| 8     | 60 a 64 | 8     |
| 4     | 55 a 59 | 8     |
| 8     | 50 a 54 | 4     |
| 24    | 45 a 49 | 20    |
| 8     | 40 a 44 | 8     |
| 4     | 35 a 39 | 12    |
| 4     | 30 a 34 | 4     |
| 4     | 25 a 29 | 0     |
| 4     | 20 a 24 | 8     |
| 12    | 15 a 19 | 12    |
| 12    | 10 a 14 | 12    |
| 12    | 5 a 9   | 8     |
| 4     | 0 a 4   | 4     |

## Economia

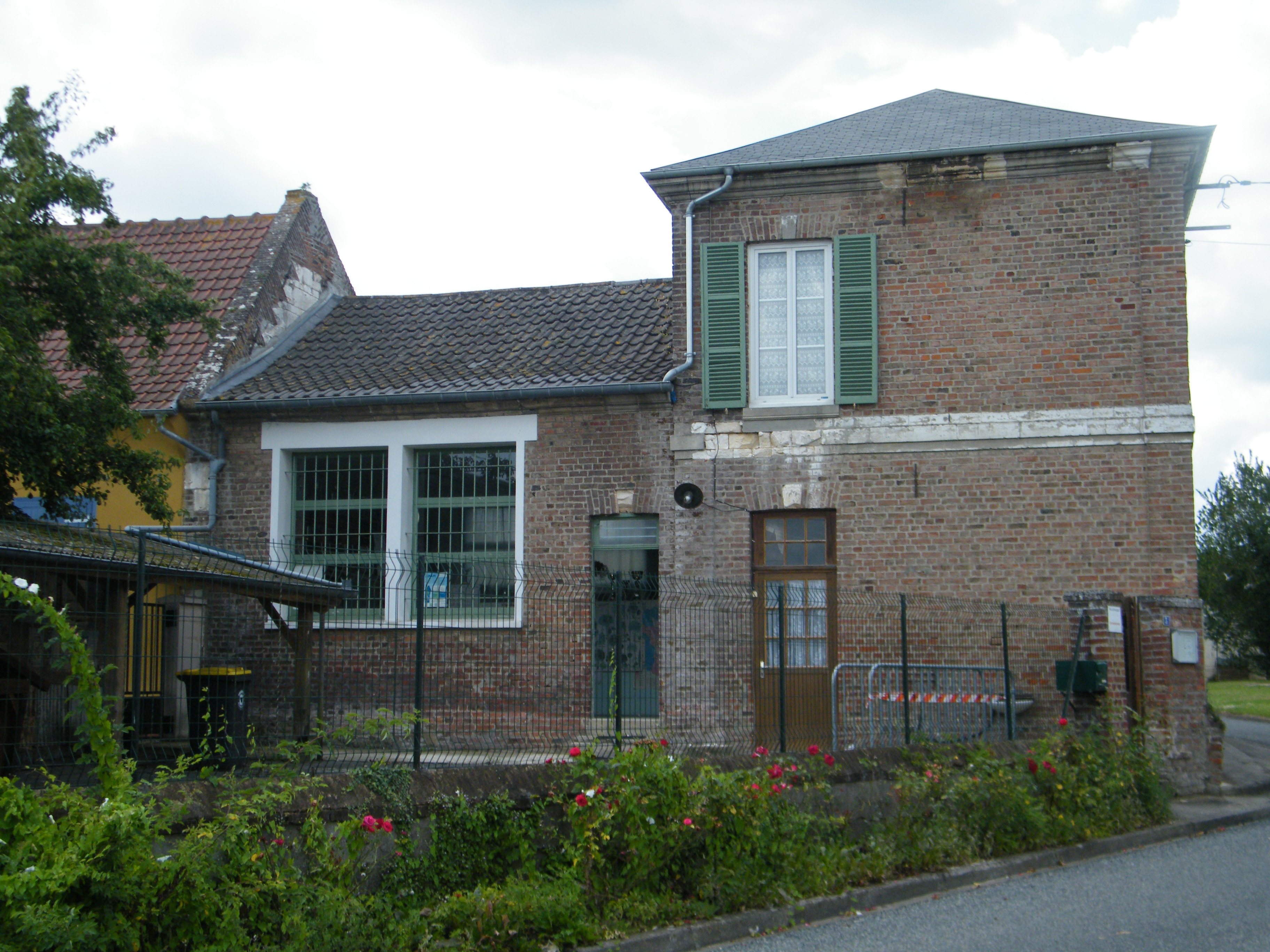

El 2007 la població en edat de treballar era de 127 persones, 94 eren actives i 33 eren inactives. De les 94 persones actives 88 estaven ocupades (49 homes i 39 dones) i 7 estaven aturades (2 homes i 5 dones). De les 33 persones inactives 17 estaven jubilades, 9 estaven estudiant i 7 estaven classificades com a «altres inactius».

### Ingressos

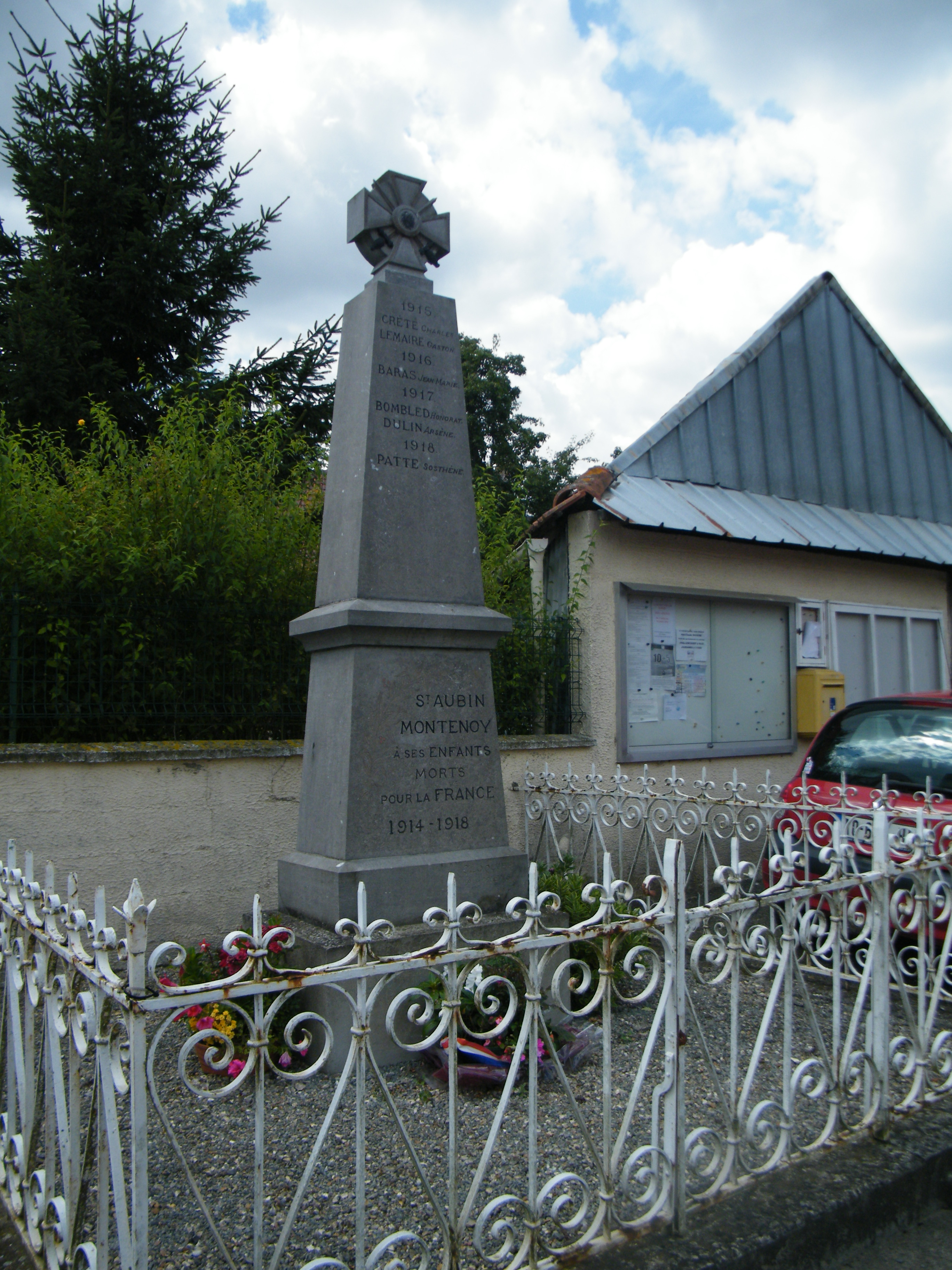

El 2009 a Saint-Aubin-Montenoy hi havia 95 unitats fiscals que integraven 220 persones, la mediana anual d'ingressos fiscals per persona era de 18.812 €.

### Activitats econòmiques
Dels 4 establiments que hi havia el 2007, 2 eren d'empreses de construcció i 2 d'empreses de serveis.
Dels 2 establiments de servei als particulars que hi havia el 2009, 1 era un paleta i 1 fusteria.
L'any 2000 a Saint-Aubin-Montenoy hi havia 12 explotacions agrícoles que ocupaven un total de 786 hectàrees.

## Poblacions més properes

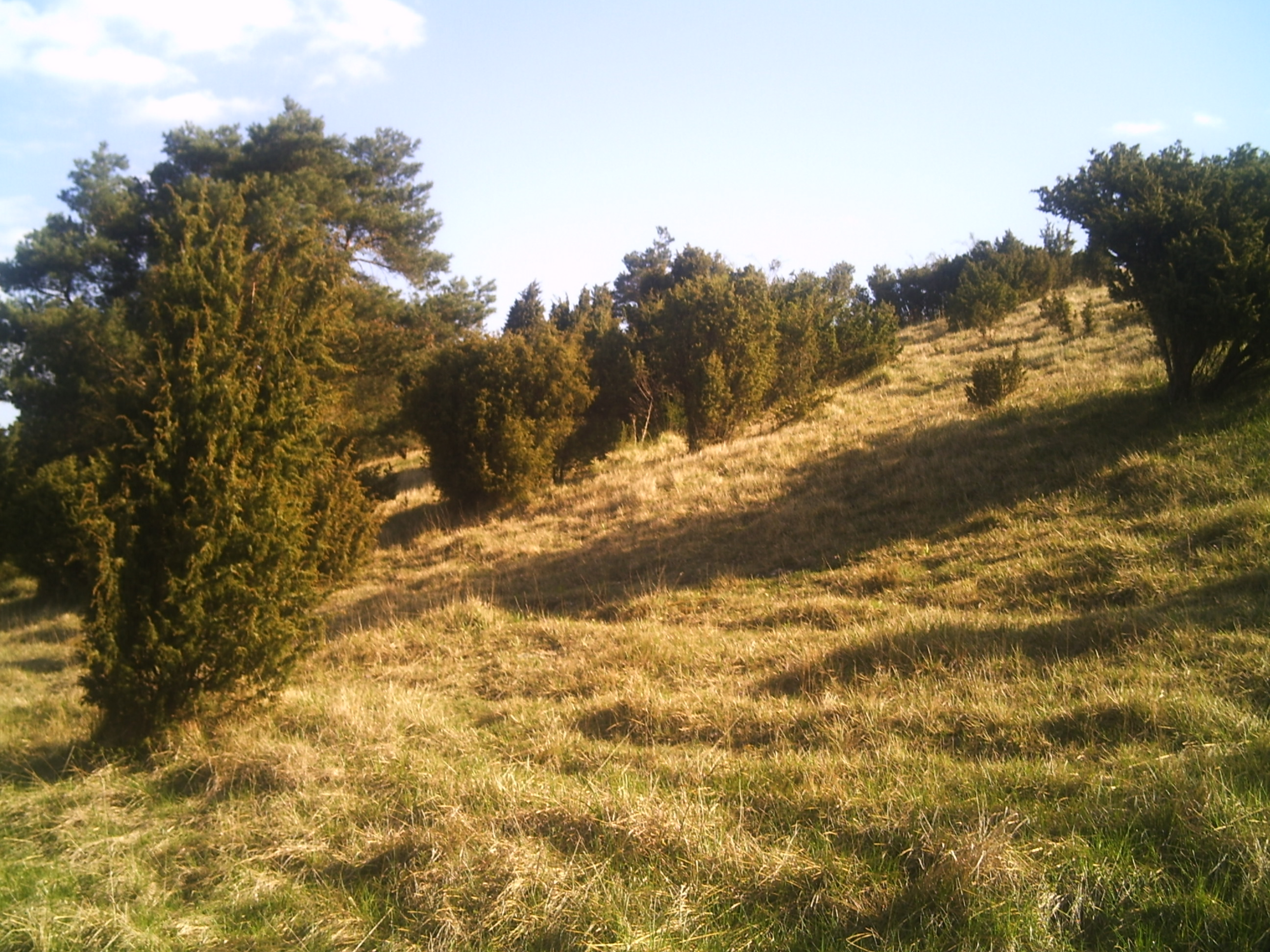

El següent diagrama mostra les poblacions més properes.